# NGC 3993
NGC 3993 је спирална галаксија у сазвежђу Лав која се налази на NGC листи објеката дубоког неба.
Деклинација објекта је + 25° 14' 25" а ректасцензија 11h 57m 37,6s. Привидна величина (магнитуда) објекта NGC 3993 износи 13,9 а фотографска магнитуда 14,7. NGC 3993 је још познат и под ознакама UGC 6935, MCG 4-28-101, CGCG 127-112, KUG 1155+255A, PGC 37619.